# 유맹 (1853년)
유맹(劉猛, 1853년 음력 3월 8일 ~ 1930년 양력 1월 21일)은 대한제국의 개화파 관료로 일제 강점기에는 조선총독부 중추원 참의를 지냈다. 본관은 강릉.

## 생애
본적지는 한성부이다. 1876년 무과에 급제한 뒤 훈련원에서 벼슬을 시작한 무관이었다. 1896년에 건양협회를 창립하고 《독립신문》 발행에도 참여하는 등 개화파로 활동했다. 1898년에는 독립협회 활동 때문에 체포되어 태형 40대에 처해지는 등 탄압도 받았다.
1898년 대한제국 중추원 의관에 올랐고, 이후 군수직과 내부, 농상공부의 관직을 거쳤다. 유맹은 러일 전쟁 때 일본을 도운 공로를 인정받아 1908년 훈4등 서보장을 받았을 만큼 일찍부터 일본과 가까이 지냈다. 한일 병합 조약 체결 후 조선총독부가 설치되고 자문기관인 중추원이 부설되면서 찬의에 임명되었다.
1921년에 조선총독부 중추원이 개편되었다. 찬의로 11년 동안 재직한 유맹은 이때 칙임참의에 임명되어 1930년 사망할 때까지 재임했다. 중추원 간부로 근무한 기간은 총 20년이다. 1921년에 구관급제도 조사위원회 위원에 임명되었고, 이듬해에는 조선사편찬위원회 위원, 1925년 조선사편수회 위원에 차례로 위촉되었다. 조선사편수회는 일본의 조선 통치를 이념적, 학술적으로 뒷받침하기 위한 식민사학 수립의 상징적인 기관이다.
1924년부터 5년 동안은 동민회 상담역을 맡았다. 내선융화를 내세운 동민회가 창립될 때부터 활동을 시작하여, 기관지 《동민》을 통해 일본의 조선 지배가 중국 고대의 태평성대 시기와 같다고 주장하기도 했다. 1920년에 〈내지시찰감상담〉을, 1926년 〈왕가에 대한 최후 충성이다〉를 발표하여 조선 총독의 정치를 찬양하고 일선융화 등 친일적인 주장을 꾸준히 폈다.
한일 병합 직후인 1912년에 한국병합기념장을 수여받고 이듬해 정5위에 서위된 것을 시작으로 일본의 훈포상을 다수 받았다. 1916년에 훈3등 서보장을 받았으며, 1918년에는 정4위에 서위되었다. 1928년에 쇼와대례기념장, 1929년에는 훈2등 서보장을 받았다.

## 사후
2002년 발표된 친일파 708인 명단의 중추원, 조선총독부 국장 부문과 2008년 민족문제연구소가 정리한 친일인명사전 수록예정자 명단 중 중추원 부문에 포함되었다. 2007년 대한민국 친일반민족행위진상규명위원회가 선정한 친일반민족행위 195인 명단 학술 부문에도 들어 있다.

## 같이 보기
- 독립협회
- 조선총독부 중추원
- 조선사편수회

## 참고자료
- 친일반민족행위진상규명위원회 (2007년 12월). 〈유맹〉 (PDF). 《2007년도 조사보고서 II - 친일반민족행위결정이유서》. 서울. 1725~1736쪽쪽. 발간등록번호 11-1560010-0000002-10. [깨진 링크(과거 내용 찾기)]